# Georges Bastien
Pour les articles homonymes, voir Bastien.
Georges, Auguste, Lucien, Félix Bastien (1er avril 1868 - 13 février 1949) est un général de division français. Il fut commandeur de la Légion d’honneur et officier d’Académie. Il est l'auteur d'un manuel de tactique de référence.

## Biographie
Georges Auguste Lucien Félix Bastien naît le 1er avril 1868 dans une famille de militaires. Frère de l'intendant général Jules Bastien (1869-1961), Georges Bastien se destine très tôt à une carrière militaire. Il s'engage en 1887 et sort de l'École spéciale militaire de Saint-Cyr avec le grade de sous-lieutenant en 1889. En 1909, le capitaine Bastien publie un ouvrage sur les fortifications destiné aux candidats à l'École de guerre. Il fait la Première Guerre mondiale comme officier supérieur, recevant la Légion d'honneur en novembre 1914. Nommé chef d'état-major du 3e corps d'armée en février 1916, il occupe cette fonction jusqu'en mai 1917. 
Après guerre, le colonel Bastien est nommé chef d'état-major du 12e corps d'armée et de la 12e région militaire en septembre 1919. D'août 1920 à mai 1923, le colonel Bastien dirige l'état-major du 19e corps d'armée. Il est nommé commandant de la 1re brigade d'infanterie d'Algérie et de la subdivision d'Alger en mai 1923, avant d'être promu général de brigade. En septembre 1926, le général Bastien est nommé commandant de l'Infanterie de la 36e division d'infanterie. Adjoint à l'inspecteur général du Recrutement des militaires de carrière en mai 1927, il est promu général de division en janvier 1928. Il occupe ce poste jusqu'en avril 1930, date à laquelle il quitte le service actif. 
Georges Bastien est mort après la Seconde Guerre mondiale, le 13 février 1949.

## Publications
- L’organisation du terrain sur le champ de bataille, méthode de discussion et étude de cas concrets de fortification passagère, à l'usage des candidats à l'École supérieure de guerre, Paris, H. Charles-Lavauzelle, 1909.
- Notions de tactique générale, Paris, H. Charles-Lavauzelle, 1912.

## Fonctions
- Chef d'état-major du 3e corps d'armée (04/02/1916-09/05/1917).
- Chef d'état-major du 12e corps d'armée et de la 12 région (19/09/1919-03/08/1920).
- Chef d'état-major du 19e corps d'armée (03/08/1920-10/05/1923).
- commandant de la 1re brigade d'infanterie d'Algérie et de la subdivision d'Alger (10/05/1923-23/09/1926 ).
- Commandant de l'Infanterie de la 36e division d'infanterie(23/09/26-31/05/1927).
- Adjoint à l'inspecteur général du Recrutement des militaires de carrière (31/05/1927-01/04/1930).
- Section de réserve (01/04/1930).

## Grades
- général de brigade (20/12/1923).
- général de division (23/01/1928).

## Distinctions et décorations françaises
- : Légion d'honneur
  - Commandeur (23/12/1927)
  - Officier (06/07/1919)
  - Chevalier (20/11/1914)
- : Croix de guerre 1914-1918 avec 1 palme et 1 étoile de vermeil et 1 étoile d'argent.
- : Médaille interalliée de la victoire.
- : Médaille commémorative de la Grande Guerre.

## Distinctions et décorations étrangères
- : Croix de guerre belge 1914-1918
- : Commandeur de l'ordre du Ouissam alaouite chérifien (Maroc, le 15/03/1923).
- : Officier, puis commandeur du Nichan Iftikhar (Tunisie le 05/07/12 et le 15/03/1921)